# AirNet Express
AirNet Express — грузовая авиакомпания Соединённых Штатов Америки, сертифицированная по Части 135 Правил Федерального Управления гражданской авиации США, со штаб-квартирой в городе Колумбус (Огайо).
Авиакомпания специализируется на перевозке и доставке документов, пакетов и других мелких грузов. AirNet Express являлась крупнейшим транспортным партнёром свыше 300 банков страны вплоть до принятия в США Закона 21, а также до эпохи массового внедрения систем электронных банковских операций. В настоящее время деятельность авиакомпании сосредоточена в основном в области перевозок важных пакетов документации организаций и учреждений отраслей науки и медицины.
В качестве центра грузовых перевозок AirNet Express эксплуатирует Международный аэропорт имени Рикенбеккера в Колумбусе (Огайо). В сентябре 2008 года авиакомпания объявила о переносе транзитного узла грузоперевозок в Чикаго, а также о сокращении количества самолётов и реорганизации маршрутной сети перевозок. Штаб-квартира авиакомпании остаётся в Колумбусе.

## История
Авиакомпания была образована в 1974 году под первоначальным названием US Check Airlines. Вплоть до сентября 1997 года на рынке грузовых авиаперевозок создавались семь почти эквивалентных по своей сфере деятельности компаний:
- Wright International Express — приобретённая в 1984 году,
- Air Continental — поглощённая в 1988 году,
- Midway Aviation (Даллас, штат Техас) — подразделение региональной авиакомпании,
- Express Convenience Center (Саутфилд, штат Массачусетс)
- Pacific Air Charter (Сан-Диего, штат Калифорния) — компания, прошедшая в июне 1997 года сертификацию по Части 135 Правил Федерального Управления гражданской авиации США,
- Data Air Courier (Чикаго, штат Иллинойс) — национальный перевозчик, ликвидированный законодательным актом в июле 1997 года.

В начале 2008 года авиакомпания была приобретена инвестиционным холдингом Bayside Capital за 38 миллионов долларов США.

## Флот
По состоянию на декабрь 2008 года воздушный флот авиакомпании AirNet Express составляли следующие самолёты: